# Jeune Femme à la fourrure
Jeune Femme à la fourrure, ou Fille à la fourrure, est un tableau datant de 1536-1538, peint par Titien, exposé au Kunsthistorisches Museum de Vienne. Il s'agit du même modèle que dans La Bella et la Vénus d'Urbino.